# Mikayil Yusifov
Mikayil Yusifov (Baku, 24 aprile 1982) è un ex calciatore azero, di ruolo portiere.

## Carriera

### Nazionale
Ha collezionato tre presenze con la propria Nazionale.

## Statistiche

### Cronologia presenze e reti in Nazionale
| Cronologia completa delle presenze e delle reti in nazionale ― Azerbaigian | Cronologia completa delle presenze e delle reti in nazionale ― Azerbaigian | Cronologia completa delle presenze e delle reti in nazionale ― Azerbaigian | Cronologia completa delle presenze e delle reti in nazionale ― Azerbaigian | Cronologia completa delle presenze e delle reti in nazionale ― Azerbaigian | Cronologia completa delle presenze e delle reti in nazionale ― Azerbaigian | Cronologia completa delle presenze e delle reti in nazionale ― Azerbaigian | Cronologia completa delle presenze e delle reti in nazionale ― Azerbaigian |
| Data                                                                       | Città                                                                      | In casa                                                                    | Risultato                                                                  | Ospiti                                                                     | Competizione                                                               | Reti                                                                       | Note                                                                       |
| -------------------------------------------------------------------------- | -------------------------------------------------------------------------- | -------------------------------------------------------------------------- | -------------------------------------------------------------------------- | -------------------------------------------------------------------------- | -------------------------------------------------------------------------- | -------------------------------------------------------------------------- | -------------------------------------------------------------------------- |
| 17-12-2003                                                                 | Mascate                                                                    | Oman                                                                       | 1 – 0                                                                      | Azerbaigian                                                                | Amichevole                                                                 | -1                                                                         |                                                                            |
| 20-12-2003                                                                 | Dammam                                                                     | Arabia Saudita                                                             | 1 – 0                                                                      | Azerbaigian                                                                | Amichevole                                                                 | -1                                                                         |                                                                            |
| 23-1-2005                                                                  | Marabella                                                                  | Trinidad e Tobago                                                          | 2 – 0                                                                      | Azerbaigian                                                                | Amichevole                                                                 | -2                                                                         |                                                                            |
| Totale                                                                     |                                                                            | Presenze                                                                   | 3                                                                          |                                                                            | Reti                                                                       | -4                                                                         |                                                                            |